# 桃園市龍潭區石門國民小學
桃園市龍潭區石門國民小學（Shihmen Elementary School）為臺灣桃園市龍潭區的一所小學。

## 校史沿革
- 1918年，設立三坑仔公學校於三坑仔。
- 1921年，改校名為三坑子公學校。
- 1924年，第一屆畢業典禮。
- 1935年，設置三坑子公民講習所。
- 1941年，改校名為三坑子國民學校。
- 1944年，全校校舍校地移作軍事作業隊用地,上課改用三坑廟,淮子埔,三角林上課,分二部教學。
- 1946-1957年，校史紀錄中斷。
- 1958年，奉命更名為石門國民學校。
- 1961年，更名為石門國民小學。
- 1996年，宋校長文章屆齡退休,新任校長羅茂興上任。
- 1997年，縣府核定成立三坑分校。
- 2002年，羅茂興校長調任內壢國小，新任校長李玉林上任。
- 2006年，校長李玉林退休，吳德業校長上任。
- 2012年，榮獲教育部全國閱讀磐石獎榮耀。
- 2012年，吳德業校長調任文化國小，新任校長魏秀蓮上任。
- 2015年，榮獲教育部空間美學與發展特色學校。
- 2015年，三星電子贈送本校一間智慧教室。
- 2016年，魏秀蓮校長調任富台國小， 新任校長陳秀惠上任。

## 校歌
住在古老的鄉村，接受現代的教育；
這裡有水庫的風景，這裡有純樸的風氣；
進德修業、樂群砥礪、
憑藉大自然的環境，培養凌雲的壯志；
桃園是我們的樂園，石門是我們的發祥地，
桃園是我們的樂園，石門是我們的發祥地。

## 特殊活動

### 橄欖樹節
石門國小校園遍植橄欖樹，每到12月，橄欖開始結果，因此石門國小以橄欖為題，舉辦橄欖節，藉此讓生命教育向下紮根，不過，由於學校每到年底就有許多大型活動，為了讓橄欖節有其特殊性，特別將橄欖節移到三月，且每三到五年就擴大辦理，並將活動名稱改為「橄欖樹節」。

## 外部連結
- 桃園市龍潭區石門國民小學 （页面存档备份，存于）